# Étienne Omer Wauquier
Étienne Omer Wauquier, né à Cambrai le 16 octobre 1808 et mort à Mons le 4 avril 1869, est un peintre, lithographe et sculpteur belge.

## Biographie
Étienne Omer Wauquier, né le 16 octobre 1808 à Cambrai, étudie à l'académie de Mons.
Il travaille à perfectionner la technique de la lithographie avec François-Henri Gossart.
Peintre d'histoire, de scènes de genre et de portraits, Étienne Omer Wauquier sculpte les cariatides de la salle des pas perdus et quatre bustes pour le grand vestibule du palais de Justice de Mons en 1848.
Il était ami du peintre d'origine luxembourgeoise Charles Mammes.
Il est directeur de l'Académie royale des Beaux-Arts de Mons de 1856 à 1869.
Il expose au Salon de Paris de 1843 à 1865 et meurt le 4 avril 1869 à Mons.

## Élève
- Louis Paternostre (1824-1879).

## Sélection d'œuvres
- Scènes de légende, 1836.
- Un avare, musée des Beaux-Arts de Mons.
- Épisode de la peste de Mons en 1530.
- La Chiromancie.
- La tentation de saint Antoine.
- D'Artevelde.
- La Pologne.